# Ali Hamoudi
Ali Hamoudi (tiếng Ba Tư: على حمودى) là một hậu vệ bóng đá người Iran who thi đấu cho Paykan ở Iran Pro League.

## Sự nghiệp câu lạc bộ

### Thống kê sự nghiệp câu lạc bộ
Tính đến 19 tháng 8 năm 2014
| Thành tích câu lạc bộ | Thành tích câu lạc bộ | Thành tích câu lạc bộ | Giải vô địch | Giải vô địch | Cúp       | Cúp       | Châu lục | Châu lục  | Tổng cộng | Tổng cộng |
| Mùa giải              | Câu lạc bộ            | Giải vô địch          | Số trận      | Bàn thắng    | Số trận   | Bàn thắng | Số trận  | Bàn thắng | Số trận   | Bàn thắng |
| Iran                  | Iran                  | Iran                  | Giải vô địch | Giải vô địch | Cúp Hazfi | Cúp Hazfi | Châu Á   | Châu Á    | Tổng cộng | Tổng cộng |
| --------------------- | --------------------- | --------------------- | ------------ | ------------ | --------- | --------- | -------- | --------- | --------- | --------- |
| 2005–06               | Esteghlal Ahvaz       | Pro League            | 13           | 1            |           |           | -        | -         |           |           |
| 2006–07               | Esteghlal Ahvaz       | Pro League            | 23           | 0            |           |           | -        | -         |           |           |
| 2007–08               | Esteghlal Ahvaz       | Pro League            | 34           | 2            |           |           | -        | -         |           |           |
| 2008–09               | Mes                   | Pro League            | 31           | 0            |           |           | -        | -         |           |           |
| 2009–10               | Foolad                | Pro League            | 33           | 0            | 1         | 0         | -        | -         | 34        | 0         |
| 2010–11               | Foolad                | Pro League            | 34           | 1            | 3         | 0         | -        | -         | 37        | 1         |
| 2011–12               | Esteghlal             | Pro League            | 26           | 1            | 3         | 0         | 3        | 0         | 32        | 1         |
| 2012–13               | Esteghlal             | Pro League            | 31           | 0            | 4         | 0         | 7        | 0         | 42        | 0         |
| 2013–14               | Sepahan               | Pro League            | 28           | 1            | 1         | 0         | 6        | 0         | 35        | 1         |
| 2014–15               | Sepahan               | Pro League            | 4            | 0            | 0         | 0         | 0        | 0         | 4         | 0         |
| 2015–16               | Tractor Sazi          | Pro League            | 10           | 1            | 0         | 0         | 0        | 0         | 10        | 1         |
| 2015–16               | Sepahan               | Pro League            | 0            | 0            | 0         | 0         | 0        | 0         | 0         | 0         |
| Tổng cộng             | Iran                  | Iran                  | 198          | 5            |           |           | 4        | 0         |           |           |
| Tổng cộng sự nghiệp   | Tổng cộng sự nghiệp   | Tổng cộng sự nghiệp   | 198          | 5            |           |           | 4        | 0         |           |           |

- Kiến tạo

| Mùa giải | Đội bóng        | Kiến tạo |
| -------- | --------------- | -------- |
| 05–06    | Esteghlal Ahvaz | 1        |
| 07–08    | Esteghlal Ahvaz | 4        |
| 08–09    | Mes             | 5        |
| 10–11    | Foolad          | 1        |
| 11–12    | Esteghlal       | 2        |
| 12–13    | Esteghlal       | 4        |
| 13–14    | Sepahan         | 0        |
| 14–15    | Sepahan         | 0        |

## Danh hiệu

### Quốc gia
- Giải vô địch bóng đá Tây Á Vô địch: 1
  - 2008

### Câu lạc bộ
- Iran's Premier Football League
  - Vô địch: 1 
    - 2012–13 cùng với Esteghlal

  - Á quân: 1
    - 2006–07 cùng với Esteghlal Ahvaz
- Cúp Hazfi
  - Vô địch: 1
    - 2011–12 cùng với Esteghlal